# Gobiesox juniperoserrai
Gobiesox juniperoserrai is een straalvinnige vissensoort uit de familie van de schildvissen (Gobiesocidae). De wetenschappelijke naam van de soort is voor het eerst geldig gepubliceerd in 1996 door Espinosa Pérez & Castro-Aguirre.